# Соединённые провинции Агра и Ауд

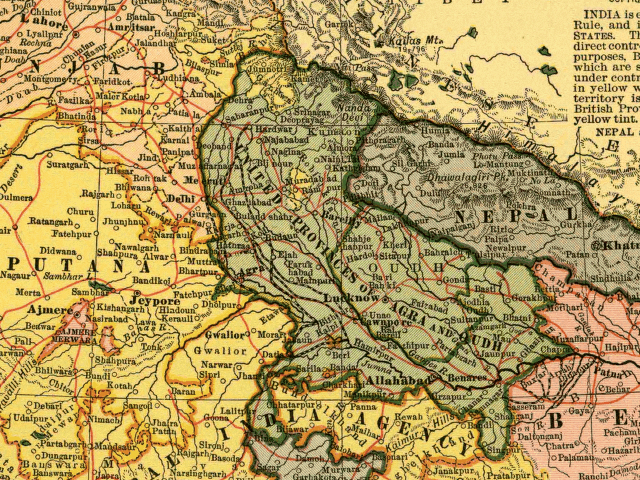
Соединённые провинции Агра и Ауд в 1903 году

Соединённые провинции Агра и Ауд (англ. United Provinces of Agra and Oudh) — административная единица в Британской Индии, а впоследствии — в Индийском Союзе.

## История
В результате расширения британских владений в Индии, в 1836 году была образована территория Северо-Западные провинции, возглавляемая лейтенант-губернатором. В 1856 году британцами был аннексирован Ауд, для управления которым был назначен отдельный главный комиссар.
С 1877 года посты лейтенант-губернатора Северо-Западных провинций и главного комиссара Ауда стал обычно занимать один и тот же человек, и управляемую им территорию называли Северо-Западные провинции и Ауд. В 1902 году эта территория получила официальное наименование Соединённые провинции Агра и Ауд, а из титула управляющего был убран «главный комиссар» (хотя Ауд и сохранял некоторые черты прежней независимости). В 1935 году официальное название территории было сокращено до Соединённые провинции.
После образования в 1947 году независимой Индии Соединённые провинции оставались в её составе до принятия конституции 1950 года, когда они были преобразованы в штат Уттар-Прадеш.

## Список управляющих

### Лейтенант-губернаторы Соединённых провинций Агра и Ауд (1902—1921)
- Сэр Джейм Джон Диггес Ла Туше (1902—1907)
- Сэр Джон Прескотт Хеветт (1907—1912)
- Сэр Джеймс Скорджай Местон (1912—1917)
- Джон Митчелл Холмс (1917—1918)
- Сэр Спенсер Харкурт Батлер (1918—1921)

### Губернаторы Соединённых провинций Агра и Ауд (1921—1937)
- Сэр Спенсер Харкурт Батлер (1921—1922)
- Сэр Людовик Чарлз Поттер (1922)
- Сэр Уильям Синклер Маррис (1922—1927)
- Сэр Александр Филлипс Маддимэн (1927—1928)
- Сэр Уильям Малькольм Хайли (1928—1934)
- Сэр Харри Грэхэм Хэйг (1934—1937)

### Губернаторы Соединённых провинций Британской Индии (1937—1947)
- Сэр Харри Грэхэм Хэйг (1934—1939)
- Сэр Морис Гарньер Холлетт (1939—1945)
- Сэр Фрэнсис Вернер Вайлай (1945—1947)

### Губернаторы Соединённых провинций Индийского Союза (1947—1950)
- Сароджини Найду (1947—1949)
- Сэр Хормасджи Перошау Моди (1949—1950)